# Mellicta altaica
Mellicta altaica är en fjärilsart som beskrevs av Otto Staudinger 1901. Mellicta altaica ingår i släktet Mellicta och familjen praktfjärilar. Inga underarter finns listade i Catalogue of Life.